# Katka Dresslerová
Katka Dresslerová (* 21. Mai 1998 in Pilsen) ist eine tschechische Handballspielerin.

## Karriere

### Im Verein
Katka Dresslerová spielte zunächst in Tschechien für DHC Plzeň. Bis zu ihrem 20. Lebensjahr spielte sie noch als Torhüterin und wechselte erst dann die Position, um als Kreisläuferin zu spielen. Zeitweise spielte sie für den deutschen Drittligisten TS Herzogenaurach. 2020 kehrte sie nach Tschechien zurück und steht im Kader von Házená Kynžvart.

### In Auswahlmannschaften
Ihr Debüt für die tschechische Nationalmannschaft gab sie im Oktober 2023 gegen Finnland. Bei der Weltmeisterschaft 2023 belegte sie mit Tschechien den 8. Platz.